# Gymnophaps stalkeri
La paloma montana de Ceram (Gymnophaps stalkeri) es una especie de ave columbiforme de la familia Columbidae.

## Distribución geográfica
Es endémica de las selvas montanas de Ceram, en las Molucas (Indonesia).

## Estado de conservación
Está amenazada por la pérdida de hábitat.